# Mzenzi Island
Mzenzi Island är en ö i Kenya.   Den ligger i länet Homa Bay, i den västra delen av landet, 300 km väster om huvudstaden Nairobi.